# Bank of Baroda
La Bank of Baroda (BSE: 532134) è una banca multinazionale indiana del settore pubblico fondata il 20 luglio 1908 a Baroda, nello stato di Gujarat.  È la seconda più grande banca del settore pubblico in India dopo la State Bank of India, con 153 milioni di clienti, un fatturato totale di 218 miliardi di dollari e una presenza globale di 100 uffici all'estero. Sulla base dei dati del 2023, è classificato 586.a nell'elenco Forbes Global 2000. 
Il Maharaja di Baroda, Sayajirao Gaekwad III, fondò la banca il 20 luglio 1908 nello stato principesco di Baroda, nel Gujarat. Il governo indiano nazionalizzò la Banca di Baroda, insieme ad altre 13 importanti banche commerciali dell'India, il 19 luglio 1969 e la banca fu designata come impresa del settore pubblico a scopo di lucro (PSU).
Nella sua espansione internazionale la banca ha seguito la diaspora indiana, e soprattutto quella dei Gujarati.